# Bruchweiler

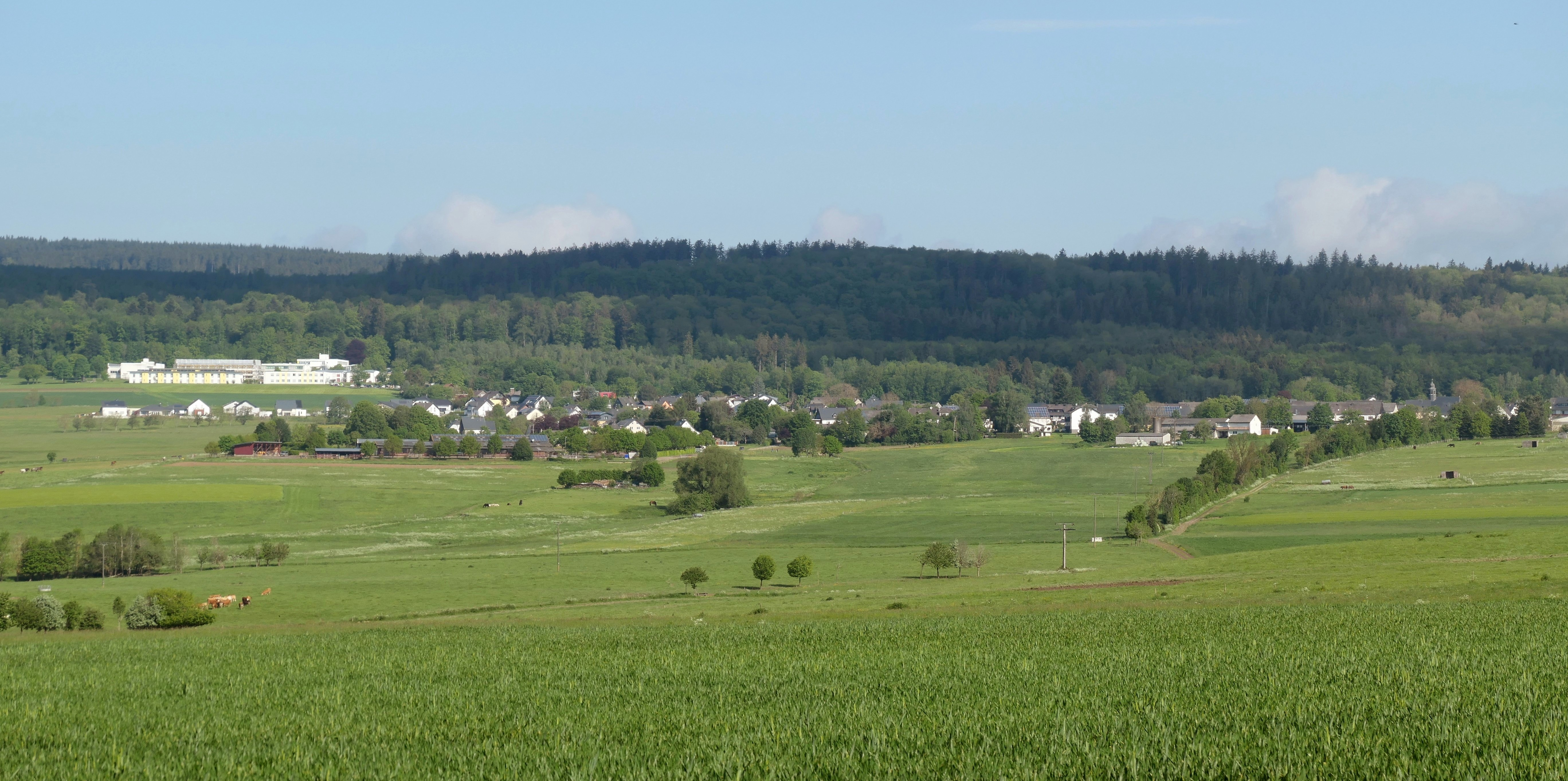
Lage von Bruchweiler südlich vom Idarwald

Bruchweiler ist eine Ortsgemeinde im Landkreis Birkenfeld in Rheinland-Pfalz. Sie gehört der Verbandsgemeinde Herrstein-Rhaunen an und liegt an der Deutschen Edelsteinstraße. Bruchweiler ist ein staatlich anerkannter Erholungsort.

## Geographie
Bruchweiler ist eine Nationalparkgemeinde im Nationalpark Hunsrück-Hochwald.

## Klima
Der Jahresniederschlag beträgt 831 mm.

## Geschichte
Der Ort wurde im Jahr 1279 als Bruchvillare erstmals urkundlich erwähnt. Er gehörte zu den Wildgrafen. 1555 wurde die Reformation eingeführt. Nach der Französischen Revolution gehörte Bruchweiler zum Saardepartement. Im Wiener Kongress wurde es 1815 Preußen zugeschlagen, in dem es bis zur Bildung von Rheinland-Pfalz nach dem Zweiten Weltkrieg verblieb.
Bis zur kommunalen rheinland-pfälzischen Verwaltungsreform von 1969 gehörte der Hunsrückort zum Landkreis Bernkastel.
Einwohnerentwicklung
Die Entwicklung der Einwohnerzahl von Bruchweiler, die Werte von 1871 bis 1987 beruhen auf Volkszählungen:
| Jahr | Einwohner |
| 1815 | 198       |
| 1835 | 319       |
| 1871 | 370       |
| 1905 | 347       |
| 1939 | 382       |
| 1950 | 382       |

| Jahr | Einwohner |
| 1961 | 466       |
| 1970 | 505       |
| 1987 | 504       |
| 2005 | 532       |
| 2022 | 531       |

## Politik

### Gemeinderat
Der Gemeinderat in Bruchweiler besteht aus zwölf Ratsmitgliedern, die bei der Kommunalwahl am 9. Juni 2024 in einer Mehrheitswahl gewählt wurden, und dem direkt gewählten ehrenamtlichen Ortsbürgermeister als Vorsitzendem.

### Bürgermeister
Stefan Molz wurde im August 2014 Ortsbürgermeister von Bruchweiler. Bei der Direktwahl am 26. Mai 2019 wurde er mit einem Stimmenanteil von 78,29 % und am 9. Juni 2024 als einziger Bewerber mit 75,5 % jeweils für weitere fünf Jahre in seinem Amt bestätigt.
Die Vorgänger von Molz als Ortsbürgermeister waren seit 2008 Horst Scherer und zuvor über mehr als 25 Jahre Baldur Wenz.

## Sehenswertes

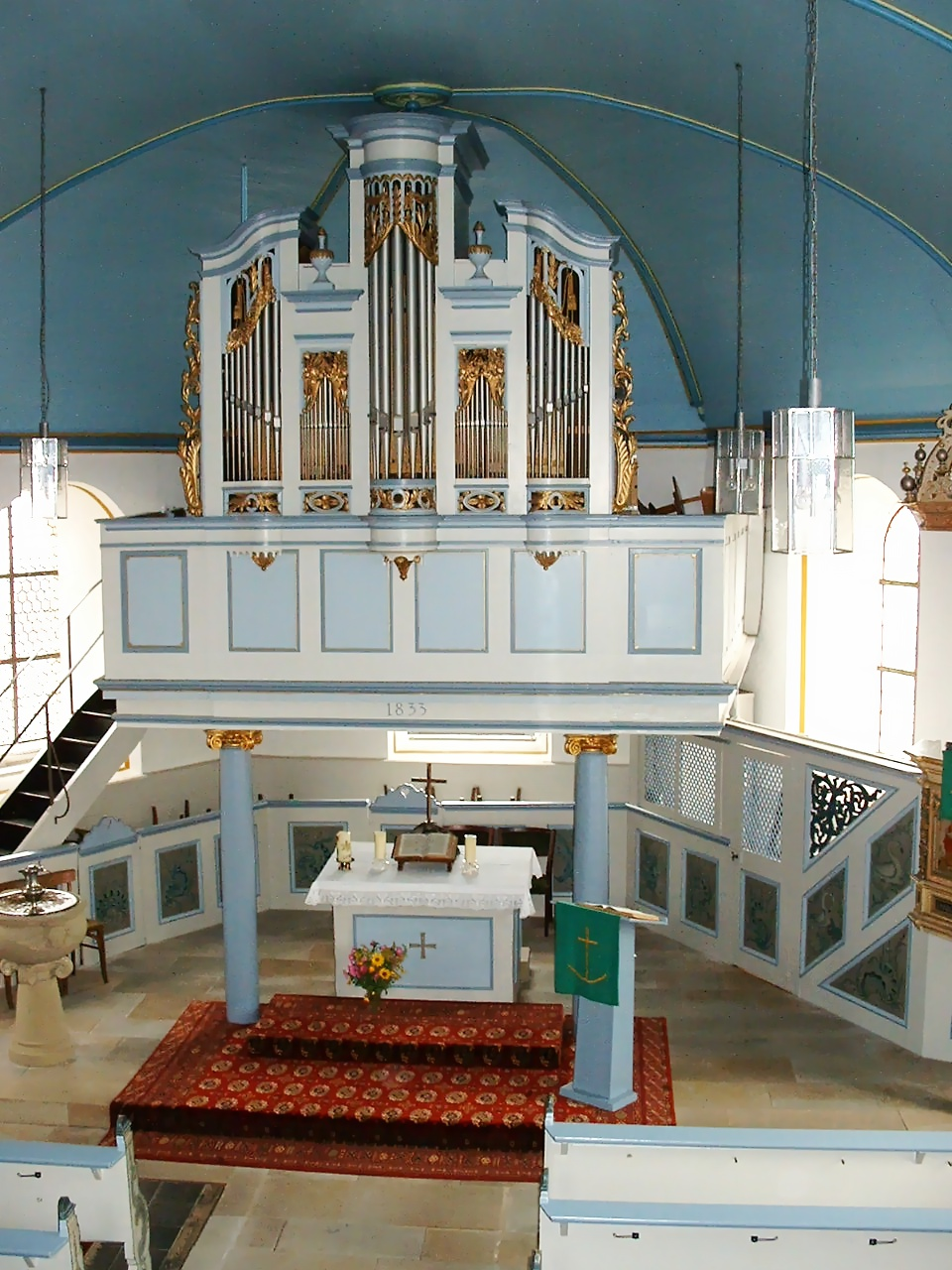
Evangelische Kirche mit Stumm-Orgel

- Evangelische Kirche

## Klinik
Die Edelsteinklinik der Deutschen Rentenversicherung Rheinland-Pfalz ist auf die Kinder- und Jugendrehabilitation ausgerichtet.